# 沃滕代克 (新澤西州)
沃滕代克（英語：Wortendyke）是位於美國新澤西州伯根縣的非建制地區。

## 歷史
沃滕代克的郵局於1873年設立，其後於1954年停運。

## 地理
沃滕代克所處的海拔為高於海平面81米（即266英呎），而該地所採用的時區為UTC-5，即北美东部时区（EST）。同時該地設有夏令時間，為UTC-5調快一小時，即UTC-4（EDT）。